# Gradi militari della Corea del Sud
I gradi militari sudcoreani rappresentano le insegne militari impiegate dalle Forze armate sudcoreane.
Nelle forze armate sudcoreane, i ranghi rientrano in una delle quattro categorie: commissario, maresciallo, sottufficiale e arruolato, in ordine decrescente di autorità. I ranghi degli ufficiali sono suddivisi nei livelli di Janggwan (generale), Yeonggwan (ufficiale di terra) e Wi-gwan (ufficiale minore). La maggior parte dei gradi militari delle truppe della Corea del Sud sono identiche a quelle delle forze armate nordcoreane, con alcune eccezioni come ad esempio quelli per i vertici nordcoreani.

## Warrant officer
| Nome       | Mostrina    | Mostrina | Mostrina          | Mostrina |
| ---------- | ----------- | -------- | ----------------- | -------- |
| Junwi 준위 |             |          |                   |          |
| Esercito   | Aeronautica | Marina   | Corpo dei Marines |          |

## Esercito
| Codice NATO equivalente | OR-9              | OR-8          | OR-7                     | OR-6            | OR-5            | OR-4            | OR-3                    | OR-2                        | OR-1           |
| ----------------------- | ----------------- | ------------- | ------------------------ | --------------- | --------------- | --------------- | ----------------------- | --------------------------- | -------------- |
| Mostrine                |                   |               |                          |                 |                 |                 |                         |                             |                |
| Nome coreano            | Wonsa 원사        | Sangsa 상사   | Jungsa 중사              | Hasa 하사       | Byeongjang 병장 | Sangbyeong 상병 | Ilbyeong 일병           | Ibyeong 이병                | Jangjeong 장정 |
| Nome italiano           | Sergente maggiore | Sergente capo | Sergente di prima classe | Sergente scelto | Sergente        | Caporale        | Soldato di prima classe | Soldato (di seconda classe) | Recluta        |

| Codice NATO equivalente | OF-10       | OF-9         | OF-8             | OF-7             | OF-6                | OF-5           | OF-4               | OF-3          | OF-2       | OF-1        | OF-1         | OF (D)             |
| ----------------------- | ----------- | ------------ | ---------------- | ---------------- | ------------------- | -------------- | ------------------ | ------------- | ---------- | ----------- | ------------ | ------------------ |
| Mostrine                |             |              |                  |                  |                     |                |                    |               |            |             |              | Nessun equivalente |
| Nome coreano            | Wonsu 원수  | Daejang 대장 | Jungjang 중장    | Sojang 소장      | Junjang 준장        | Daeryeong 대령 | Jungryeong 중령    | Soryeong 소령 | Daewi 대위 | Jungwi 중위 | Sowi 소위    | Nessun equivalente |
| Nome italiano           | Maresciallo | Generale     | Tenente generale | Maggior generale | Generale di brigata | Colonnello     | Tenente colonnello | Maggiore      | Capitano   | Tenente     | Sottotenente | Nessun equivalente |

## Aeronautica
| Codice NATO equivalente | OR-9                   | OR-8          | OR-7                     | OR-6             | OR-5            | OR-4            | OR-3                   | OR-2         | OR-1            |
| ----------------------- | ---------------------- | ------------- | ------------------------ | ---------------- | --------------- | --------------- | ---------------------- | ------------ | --------------- |
| Mostrine                |                        |               |                          |                  |                 |                 |                        |              |                 |
| Nome coreano            | Wonsa 원사             | Sangsa 상사   | Jungsa 중사              | Hasa 하사        | Byeongjang 병장 | Sangbyeong 상병 | Ilbyeong 일병          | Ibyeong 이병 | Jangjeong 장정  |
| Nome italiano           | Sergente maggiore capo | Sergente capo | Sergente di prima classe | Sergente tecnico | Sergente scelto | Aviere capo     | Aviere di prima classe | Aviere       | Aviere semplice |

| Codice NATO equivalente | OF-10       | OF-9         | OF-8             | OF-7             | OF-6                | OF-5           | OF-4               | OF-3          | OF-2       | OF-1        | OF-1         | OF (D)             |
| ----------------------- | ----------- | ------------ | ---------------- | ---------------- | ------------------- | -------------- | ------------------ | ------------- | ---------- | ----------- | ------------ | ------------------ |
| Mostrine                |             |              |                  |                  |                     |                |                    |               |            |             |              | Nessun equivalente |
| Nome coreano            | Wonsu 원수  | Daejang 대장 | Jungjang 중장    | Sojang 소장      | Junjang 준장        | Daeryeong 대령 | Jungryeong 중령    | Soryeong 소령 | Daewi 대위 | Jungwi 중위 | Sowi 소위    | Nessun equivalente |
| Nome italiano           | Maresciallo | Generale     | Tenente generale | Maggior generale | Generale di brigata | Colonnello     | Tenente colonnello | Maggiore      | Capitano   | Tenente     | Sottotenente | Nessun equivalente |

## Marina
| Codice NATO equivalente | OR-9                       | OR-8                       | OR-7                | OR-6                | OR-5            | OR-4            | OR-3          | OR-2         | OR-1                       |
| ----------------------- | -------------------------- | -------------------------- | ------------------- | ------------------- | --------------- | --------------- | ------------- | ------------ | -------------------------- |
| Mostrine                |                            |                            |                     |                     |                 |                 |               |              |                            |
| Nome coreano            | Wonsa 원사                 | Sangsa 상사                | Jungsa 중사         | Hasa 하사           | Byeongjang 병장 | Sangbyeong 상병 | Ilbyeong 일병 | Ibyeong 이병 | Jangjeong 장정             |
| Nome italiano           | Master chief petty officer | Senior chief petty officer | Chief petty officer | Secondo capo scelto | Secondo capo    | Sergente        | Sottocapo     | Marinaio     | Marinaio di seconda classe |

| Codice NATO equivalente | OF-10                | OF-9         | OF-8           | OF-7            | OF-6                                 | OF-5           | OF-4            | OF-3               | OF-2       | OF-1         | OF-1      | OF (D)             |
| ----------------------- | -------------------- | ------------ | -------------- | --------------- | ------------------------------------ | -------------- | --------------- | ------------------ | ---------- | ------------ | --------- | ------------------ |
| Mostrine                |                      |              |                |                 |                                      |                |                 |                    |            |              |           | Nessun equivalente |
| Nome coreano            | Wonsu 원수           | Daejang 대장 | Jungjang 중장  | Sojang 소장     | Junjang 준장                         | Daeryeong 대령 | Jungryeong 중령 | Soryeong 소령      | Daewi 대위 | Jungwi 중위  | Sowi 소위 | Nessun equivalente |
| Nome italiano           | Ammiraglio di flotta | Ammiraglio   | Viceammiraglio | Retroammiraglio | Ammiraglio di flottiglia (commodoro) | Capitano       | Comandante      | Tenente comandante | Tenente    | Sottotenente | Alfiere   | Nessun equivalente |

## Corpo dei Marine
| Codice NATO equivalente | OR-9              | OR-8          | OR-7                   | OR-6            | OR-5            | OR-4            | OR-3            | OR-2         | OR-1           |
| ----------------------- | ----------------- | ------------- | ---------------------- | --------------- | --------------- | --------------- | --------------- | ------------ | -------------- |
| Mostrina                |                   |               |                        |                 |                 |                 |                 |              |                |
| Nome coreano            | Wonsa 원사        | Sangsa 상사   | Jungsa 중사            | Hasa 하사       | Byeongjang 병장 | Sangbyeong 상병 | Ilbyeong 일병   | Ibyeong 이병 | Jangjeong 장정 |
| Nome italiano           | Sergente maggiore | Sergente capo | Sergente d'artiglieria | Sergente scelto | Sergente        | Caporale        | Lancia spezzata | Soldato      | Recluta        |